# ریچارد سوم (فیلم ۲۰۰۸)
ریچارد سوم (انگلیسی: Richard III) فیلمی است که در سال ۲۰۰۸ منتشر شده است این فیلم محصول کشور ایالات متحده آمریکا است.

## بازیگران
- دیوید کارادین
- دنی ترخو
- ریچارد تایسون
- آن جفریز
- ماریا کونچیتا آلونسو
- مارکو سانچز
- سالی کرکلند
- سونگ-هی لی